# 约翰·布洛克
小约翰·威廉·布洛克（英語：John William Block Jr.，1944年4月16日—），美国NBA联盟职业篮球运动员。他在1966年的NBA选秀中第3轮第27顺位被洛杉矶湖人选中。